# Lacrimatorio

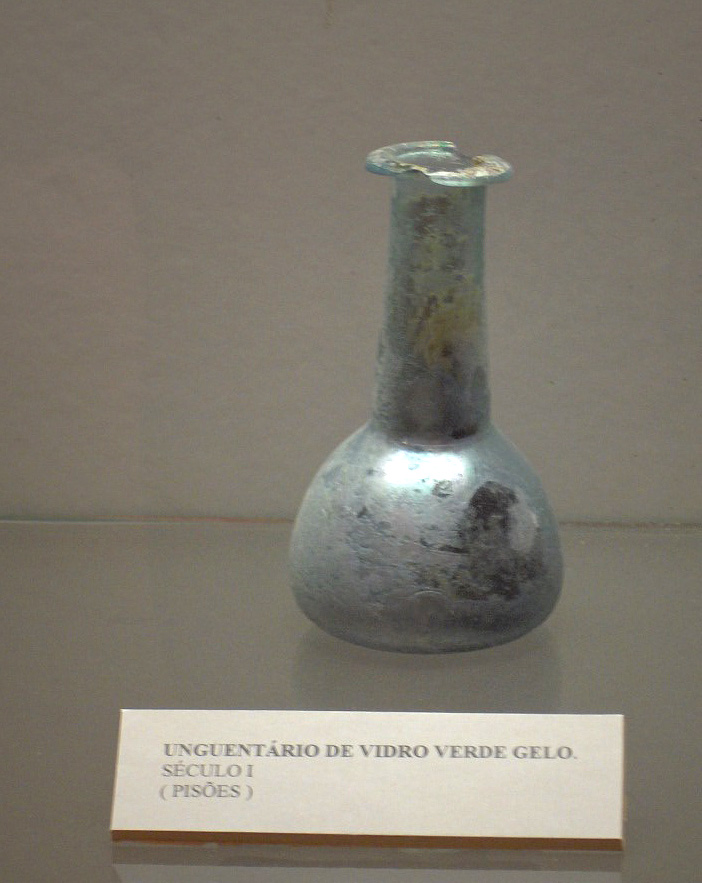
Lacrimatorio en vidrio verde (s. I); Museo de la Reina D. Leonor; Beja, Portugal

Lacrimatorio (del latín lacrima, ‘lágrima’) es un tipo de vasija pequeña o vial de terracota, alabastro o cristal. Recibe este nombre por ser frecuente en tumbas romanas y griegas tardías, en las que falsamente se creía que los dolientes derramaban sus lágrimas. Tienen forma ahusada o de frasco con un largo cuello pequeño y cuerpo con forma bulbosa. Realmente pudieron ser usadas para guardar ungüentos, quizá pomadas o pastas fragantes, presentes en ceremonias funerarias, lo que explicaría el hallazgo de tantas de estas vasijas en las tumbas. Por ello, este tipo de vasijas también se denominan más apropiadamente ungüentarios (del latín unguentarium).

## Historia
No hay evidencias de que a lo largo de la historia la gente guardara sus lágrimas de dolor como símbolo de amor. La práctica habitual atribuida a los romanos, es que los dolientes llenaban pequeñas botellas o vasijas de cristal y las metían en las tumbas como símbolos de respeto. A veces incluso se pagaba a las mujeres para que llorasen en estas vasijas, mientras acompañaban a la procesión funeraria. Quienes más lloraban y derramaban más lágrimas recibían mayores compensaciones, o eso cuenta la leyenda. Cuanta más angustia y lágrimas derramadas, más importante y valioso se suponía al difunto. En la Biblia hay una cita alusiva a los lacrimatorios: «Mis huidas tú has contado; pon mis lágrimas en tu redoma; ¿no están ellas en tu libro?».
Los lacrimatorios reaparecieron durante la época victoriana en el siglo XIX, cuando quienes lloraban la pérdida de un ser querido guardaban sus lágrimas en botellas con tapones especiales que permitían que éstas se evaporasen. Cuando todas las lágrimas lo habían hecho, finalizaba el periodo de luto. (Otras botellas más antiguas se conservan intactas, conservando lágrimas de la época en su interior.) Sin embargo, en fechas más recientes se ha desmontado esta idea; las pruebas químicas han refutado que estas antiguas botellas grecorromanas fueran usadas con ese propósito, y sólo son frascos de perfume vacíos.
Hay historias de la Guerra de Secesión estadounidense alusivas a mujeres que lloraban en botellas lacrimatorias para cuando sus maridos regresaban del combate. Las lágrimas recogidas mostraban cuánto habían adorado y añorado a sus maridos.